# Borāshān
Borāshān (persiska: بوراشان, براشان, Būrāshān) är en ort i Iran.   Den ligger i provinsen Västazarbaijan, i den nordvästra delen av landet, 600 km väster om huvudstaden Teheran. Borāshān ligger 1 301 meter över havet och antalet invånare är 124.
Terrängen runt Borāshān är varierad.Runt Borāshān är det ganska tätbefolkat, med 185 invånare per kvadratkilometer. Närmaste större samhälle är Urmia, 6,7 km väster om Borāshān. Trakten runt Borāshān består till största delen av jordbruksmark.